# Phylloscirpus acaulis
Phylloscirpus acaulis är en halvgräsart som först beskrevs av Rodolfo Amando Philippi, och fick sitt nu gällande namn av Paul Goetghebeur och David Alan Simpson. Phylloscirpus acaulis ingår i släktet Phylloscirpus och familjen halvgräs.

## Underarter
Arten delas in i följande underarter:
- P. a. acaulis
- P. a. pachycaulis